# UFC Fight Night: Stephens vs. Choi
UFC Fight Night: Stephens vs. Choi, noto anche come UFC Fight Night 124, è stato un evento di arti marziali miste tenuto dalla Ultimate Fighting Championship il 14 gennaio 2018 allo Scottrade Center di Saint Louis, negli Stati Uniti.

## Risultati
|                                   | Divisione                      |                                |                                |                                | Metodo                                      | Round                          | Tempo                          | Premio                         |
| Card Principale (Fox Sports 1)    | Card Principale (Fox Sports 1) | Card Principale (Fox Sports 1) | Card Principale (Fox Sports 1) | Card Principale (Fox Sports 1) | Card Principale (Fox Sports 1)              | Card Principale (Fox Sports 1) | Card Principale (Fox Sports 1) | Card Principale (Fox Sports 1) |
| --------------------------------- | ------------------------------ | ------------------------------ | ------------------------------ | ------------------------------ | ------------------------------------------- | ------------------------------ | ------------------------------ | ------------------------------ |
|                                   | Pesi piuma                     | Jeremy Stephens                | batte                          | Dooho Choi                     | TKO (pugni e gomitate)                      | 2                              | 2:36                           | FOTN                           |
|                                   | Pesi mosca femminili           | Jessica-Rose Clark             | batte                          | Paige VanZant                  | Decisione unanime (30-27, 29-28, 29-28)     | 3                              | 5:00                           |                                |
|                                   | Pesi welter                    | Kamaru Usman                   | batte                          | Emil Meek                      | Decisione unanime (30-27, 30-27, 30-27)     | 3                              | 5:00                           |                                |
|                                   | Pesi piuma                     | Darren Elkins                  | batte                          | Michael Johnson                | Sottomissione (rear-naked choke)            | 2                              | 2:22                           | POTN                           |
| Card Preliminare (Fox Sports 1)   |                                |                                |                                |                                |                                             |                                |                                |                                |
|                                   | Pesi leggeri                   | James Krause                   | batte                          | Alex White                     | Decisione unanime (29-28, 29-28, 29-28)     | 3                              | 5:00                           |                                |
|                                   | Pesi leggeri                   | Polo Reyes                     | batte                          | Matt Frevola                   | KO (pugni)                                  | 1                              | 1:00                           | POTN                           |
|                                   | Pesi gallo femminili           | Irene Aldana                   | batte                          | Talita Bernardo                | Decisione unanime (30-27, 30-27, 30-27)     | 3                              | 5:00                           |                                |
|                                   | Pesi gallo                     | Kang Kyung-ho                  | batte                          | Guido Cannetti                 | Sottomissione (triangle choke)              | 1                              | 4:53                           |                                |
| Card Preliminare (UFC Fight Pass) |                                |                                |                                |                                |                                             |                                |                                |                                |
|                                   | Pesi mosca femminili           | Jessica Eye                    | batte                          | Kalindra Faya                  | Decisione non unanime (29-28, 28-29, 29-28) | 3                              | 5:00                           |                                |
|                                   | Pesi paglia femminili          | JJ Aldrich                     | batte                          | Danielle Taylor                | Decisione unanime (29-28, 29-28, 29-28)     | 3                              | 5:00                           |                                |
|                                   | Catchweight (150 lbs)          | Mads Burnell                   | batte                          | Mike Santiago                  | Decisione unanime (29-28, 29-28, 29-28)     | 3                              | 5:00                           |                                |

## Premi
I lottatori premiati ricevettero un bonus di 50.000 dollari.
Legenda:
- FOTN: Fight of the Night (vengono premiati entrambi gli atleti per il miglior incontro dell'evento)
- POTN: Performance of the Night (viene premiato il vincitore per la migliore performance dell'evento)